# Rio Albul
O Rio Albul é um rio da Romênia afluente do rio Bătătura Cailor, localizado no distrito de Harghita.